# 鈴鹿川
鈴鹿川（日语：／ Suzukagawa */?）是一条流经日本三重县北部的河流。是鈴鹿川水系的干流。日本一级河川。

## 流域自治體
三重縣
龜山市、鈴鹿市、四日市市

## 主要支流
括弧內是流域之自治體
- 加太川（龜山市、伊賀市）
- 安樂川（龜山市、鈴鹿市）
  - 御幣川（鈴鹿市、龜山市）
- 內部川（四日市市）

## 并行交通

### 铁路
- JR東海和JR西日本关西本线分别与干流和加太川并行。龟山车站是这两条线路的的边界。在加太川北岸有之字形的中在家火车调度场。

### 公路
- 国道1号 旧东海道
- 国道25号 干流与加太川的分岔处与国道1号分开，与加太川并行。在加太川南岸通向名阪国道的旁路。

## 外部連結
维基共享资源上的相關多媒體資源：鈴鹿川
- 鈴鹿川 - 国土交通省 中部地方整備局